# Nikola Božanić
Nikola Božanić, srbski general, * 7. maj 1912, Kompolje Koreničko, Korenica, † 11. maj 1980, Bistrica, Nova Varoš.

## Življenjepis
Leta 1941 je vstopil v NOVJ in KPJ.
Po vojni je končal šolanje na Višji vojaški akademiji JLA. 

## Odlikovanja
- Red zaslug za ljudstvo
- Red bratstva in enotnosti